# Alex du Kamer
Alex du Kamer, né en 1983 à Roanne, est un chanteur français actif au Cameroun.
Sa carrière sont orientés vers le hip-hop camerounais.

## Biographie
Alex du Kamer est originaire de la région lyonnaise,.
Son nom d’artiste est initialement « Alex »,, qui devient Alex du Kamer en référence à Liu du Kamer, un artiste chinois également tombé amoureux de la musique camerounaise quelques années plus tôt. Alex du Kamer revendique son amour pour le Cameroun, et se dit même « Camerounais d’origine française »,.
En 2007, il se rend au Cameroun pour la première fois, à l’occasion d’un voyage familial. Il a un véritable coup de foudre pour ce pays, et notamment pour le camfranglais, argot local qui mélange français, anglais et dialectes,. Par la suite, il continue à vivre à Paris et à visiter régulièrement le Cameroun,.
En 2014, il dévoile le 20 mai – jour de la Fête nationale – son premier single Le pays est sucré. Le vidéoclip rencontre un succès immédiat, avec près de 100 000 vues en quelques jours sur YouTube. Alex du Kamer entame alors sa carrière d’artiste camerounais tout en travaillant toujours à Paris comme consultant,.
En 2017, il s’installe à Douala,.

## Style musical et écriture
Alex du Kamer réalise des chansons de hip-hop mêlé à des rythmes africains : sur Nyangalement, la musique est un makossa, rythme traditionnel du peuple Douala, revu à la sauce musique urbaine,, tandis que Kongossa, par exemple, se positionne comme un véritable morceau d’afrotrap.
La première originalité de l’écriture d’Alex du Kamer, compte tenu de ses origines, est l’emploi du camfranglais,. Il l’a découvert lors de son premier séjour au Cameroun en 2007, et a noté dans un cahier les différentes expressions entendues pour mieux s’en imprégner.
Au-delà de la langue, l’identité artistique d’Alex du Kamer passe également par la manière dont il dépeint certains traits de la société camerounaise. Le pays est sucré révèle certaines réalités du pays – la bière, les petits métiers difficiles, les relations conjugales compliquées… Nyangalement dépeint l’élégance et la fanfaronnade qui caractérise certains Camerounais dans tous les actes de la vie quotidienne, y compris lors d’événements tristes,,,. Petite sœur s’attaque à un vrai phénomène de société, ces jeunes filles matérialistes qui veulent tout, tout de suite. Et Kongossa tourne autour d’une pratique très distrayante partagée par toutes les couches de la population : les ragots, amplifiés par les réseaux sociaux, !

## Discographie
Alex du Kamer est l'auteur de 4 singles :
- Le pays est sucré, 2014
- Nyangalement, 2016[1]
- Petite Sœur, 2017, en duo avec Sadrak
- Kongossa, 2017